# Johannes Vöcking
Johannes Vöcking (* 16. April 1949 in Ahaus) ist ein ehemaliger deutscher Politiker und war bis 31. Dezember 2009 Vorstandsvorsitzender der Barmer Ersatzkasse.

## Leben
Den Großteil seiner Schulzeit verbrachte Vöcking auf dem katholischen Internat Collegium Augustinianum Gaesdonck, wo er auch das Abitur machte. Danach studierte er Rechtswissenschaften an den Universitäten Bonn und Freiburg im Breisgau. 1972 legte er das erste, 1977 das zweite Staatsexamen ab und promovierte zum Dr. iur.
Vöcking ist Mitglied der CDU. 1977 trat er in das Bundesministerium für Arbeit und Sozialordnung ein. Im Jahre 1987 wurde er zum Vizepräsidenten des Bundesversicherungsamts in Berlin gewählt. Zwei Jahre später, 1989, übernahm er die Leitung des Haushaltsreferates, später dann des Leitungsstabes im Bundesministerium für Arbeit und Sozialordnung in Bonn.
1991 wechselte Vöcking als Leiter der Abteilung Verwaltung und Recht in das Bundeskanzleramt. Nach nur einem Jahr wurde er 1992 unter Bundesinnenminister Rudolf Seiters zum Staatssekretär ernannt. Doch am 18. Juni 1993 wurde er aus dem Amt entlassen, und seine politische Karriere war beendet. Er gab zu, 1992 eine Verfassungsschutzakte an eine Journalistin weitergegeben zu haben. Aus dieser Akte soll hervorgegangen sein, dass es in der Umgebung des damaligen SPD-Kanzlerkandidaten Björn Engholm einen polnischen Spion gab. Die Massenmedien spekulierten damals, ob Vöcking aus eigenen Stücken handelte oder auf Anweisung einer übergeordneten Stelle.
Von Januar 1994 bis Dezember 1995 war Vöcking Mitglied des Beraterkreises der Hunzinger PR GmbH (Frankfurt am Main), einer Tochtergesellschaft der bis 2004 vom Unternehmer Moritz Hunzinger geführten Action Press Holding AG, vorm. Hunzinger Information AG.
Im Januar 1996 wurde Vöcking Mitglied des Vorstands der Barmer Ersatzkasse. Nach Ausscheiden von Alfred Sigl, dem bisherigen stellvertretenden Vorstandsvorsitzenden rückte er 2001 in dessen Amt nach und bekleidete es bis zum 31. August 2006. Zum 1. September 2006 übernahm er das Amt des scheidenden Vorsitzenden, Eckhart Fiedler.
Seit Anfang 2004 müssen die Vorstände der Krankenkassen ihre Gehälter offenlegen. In den Jahren 2005 und 2006 verdiente Vöcking je 185.422,00 €.

## Schriften
- Die oberlandesgerichtliche Kontrolle der Untersuchungshaft gemäss Paragraph 121 StPO, DCS Druck, 1977

| Personendaten    | Personendaten     |
| ---------------- | ----------------- |
| NAME             | Vöcking, Johannes |
| KURZBESCHREIBUNG | deutscher Jurist  |
| GEBURTSDATUM     | 16. April 1949    |
| GEBURTSORT       | Ahaus             |